# Cassongue
Cassongue és un municipi de la província de Kwanza-Sud. Té una extensió de 5.510 km² i 140.587 habitants. Comprèn les comunes de Cassongue, Dumbi, Atome i Pambagala. Limita al nord amb els municipis de Seles i Cela, a l'est amb el de Bailundo, al sud amb els municipis de Londuimbale i Balombo, i a l'oest amb els de Bocoio i Sumbe.